# Luigi Ignazio Adorno
Luigi Ignazio Adorno (Noto, 17 agosto 1917 – Avola, 10 luglio 1943) è stato un militare italiano.
Sottotenente di fanteria del CCCLXXIV Battaglione, 146º Reggimento fanteria, della 206ª Divisione costiera, cadde in combattimento il 10 luglio 1943 durante le fasi iniziali dell'invasione della Sicilia. Per il suo comportamento gli fu assegnata la Medaglia d'oro al valor militare alla memoria.

## Biografia
Nacque a Noto il 17 agosto 1917 figlio unico di Giacomo (1883-1959), valente avvocato ben conosciuto in città, e di Concettina Murè (1889-1961) in una famiglia di forti tradizione militari. Conseguita la maturità classica presso il Liceo Ginnasio "Antonio Di Rudinì" si iscrisse alla Facoltà di Giurisprudenza dell'Università di Catania con l'intenzione di intraprendere la carriera di avvocato, sulle orme del nonno materno e del padre. Non fece in tempo a completare gli studi ed a conseguire la laurea per l'entrata in guerra dell'Italia, il 10 giugno 1940. Frequentato il Corso di Allievo Ufficiale, venne assegnato come Sottotenente al 6º Reggimento fanteria "Aosta", passando successivamente, in forza al CCCLXXIV Battaglione del 146º Reggimento fanteria (costiero) della 206ª Divisione costiera.

### L'Operazione Husky
Nel luglio 1943 la Divisione aveva Quartier generale a Modica e si trovava schierata a difesa dell’area costiera che andava da punta Braccetto (nei pressi di Santa Croce Camerina)  a Capo Ognina (vicino a Siracusa). Il 10 luglio scattò l'Operazione Husky, cioè lo sbarco degli anglo-americani in Sicilia, prima tappa dell'invasione dell'Italia, che nelle intenzioni alleate doveva costringere il governo italiano ad uscire dal conflitto. All'8ª Armata inglese al comando del Feldmaresciallo Montgomery, venne assegnato il compito di sbarcare su cinque spiagge del golfo di Noto e intorno alla penisola di Pachino per un fronte di circa 160 km, con l'obiettivo di occupare Siracusa e Augusta, conquistare i campi di volo orientali e avanzare rapidamente su Catania e Messina. 
Adorno si trovava assegnato al comando del posto di blocco n. 458 in località Santa Venerina, nei dintorni di Avola, e disponeva di 22 soldati. Nella notte del 10 luglio ricevette un fonogramma dal Maggiore Umberto Fontamaggi che gli imponeva una resistenza ad oltranza quando i paracadutisti inglesi incominciarono a scendere nei pressi di Avola, e sulla cittadina siciliana si scatenarono pesanti bombardamenti. Impegnato in combattimento, pur vedendo cadere uno dopo l'altro tutti gli uomini a sua disposizione, resistette eroicamente. Ferito mortalmente al petto continuò a sparare con la pistola, mentre con l'altra mano premeva sulla ferita sanguinante, fino a che non decedette. Il cappellano del 146º Reggimento costiero, autorizzato dagli inglesi a seppellire morti, contò 105 caduti inglesi e nell'interno del caposaldo 14 salme di italiani, segno di come fosse stata accanita la resistenza dei soldati del presidio. La sua salma venne tumulata nella tomba di famiglia, situata nel cimitero di Noto, con gli onori militari.
Per il suo comportamento il 15 aprile 1947 il Capo provvisorio dello Stato gli concesse la Medaglia d'oro al valor militare alla memoria, mentre l'Università degli Studi di Catania gli conferì la Laurea in Giurisprudenza honoris causa.

### Periodici
- Antonello Forestiere, Ricordo dei Caduti italiani nella Sicilia orientale nel 70º Anniversario dello sbarco alleato del luglio 1943, in Il Nastro Azzurro, n. 4, Roma, Istituto del Nastro Azzurro, luglio-agosto 2013,  pp. 24-25.
- Francesco Maiore, MOVM eccellenti: Luigi Ignazio Adorno, in Il Nastro Azzurro, n. 4, Roma, Istituto del Nastro Azzurro, luglio-agosto 2013,  pp. 26-27.